# Bancor
Il bancor era un'unità monetaria internazionale proposta da John Maynard Keynes, capo della delegazione britannica e presidente della commissione della Banca Mondiale, durante le negoziazioni che diedero vita al sistema di Bretton Woods. 
In sostanza il bancor avrebbe dovuto essere una valuta esclusivamente interbancaria, che a differenza di ogni valuta correntemente esistente, avesse la funzione di servire unicamente da unità di conto senza per questo essere una riserva di valore. La funzione del bancor doveva dunque essere quello di tenere traccia della posizione netta degli "scambi economici" tra le nazioni, permettendo a queste di pareggiare la propria posizione pregressa, senza per questo sancirne una esigibilità in forza di legge.
Il sistema doveva servire come camera di compensazione per permettere alle varie economie di riequilibrare il valore della propria moneta in vista di mantenere bilanciato il proprio conto economico rispetto al sistema internazionale.
Tuttavia il bancor non è ancora divenuto realtà almeno fin quando il piano strategico Reserve Accumulation and International Monetary Stability proposto dal Fondo Monetario Internazionale non riceva consenso e venga opportunamente implementato.